# IST Entertainment
IST Entertainment (Hangul: 아이에스티엔터테인먼트) là một công ty giải trí của Hàn Quốc trực thuộc Kakao Entertainment.

## Lịch sử

### A Cube Entertainment
Vào năm 2011, A Cube Entertainment được thành lập với tư cách là một nhãn hiệu độc lập của Cube Entertainment. Vào tháng 2, A Cube ký hợp đồng với với Huh Gak và đưa anh trở thành nghệ sĩ đầu tiên của công ty. Vào ngày 19 tháng 4, công ty đã ra mắt nhóm nhạc nữ Apink, với một số thành viên từng là thực tập sinh của Cube Entertainment.

### Plan A Entertainment
Vào tháng 11 năm 2015, LOEN Entertainment (sau này là Kakao M và sau đó là Kakao Entertainment) đã mua lại 70% cổ phần của công ty và sau đó tiếp quản nó như một công ty con độc lập. A Cube thông báo vào tháng 3 năm 2016 rằng công ty đã được đổi tên thành Plan A Entertainment vì nó không còn là công ty con của Cube Entertainment. Công ty đã ra mắt nhóm nhạc nam đầu tiên Victon vào tháng 11 năm đó.
Vào đầu năm 2018, Plan A Entertainment đã mua lại công ty quản lý diễn viên E&T Story Entertainment của Kakao M, sở hữu 60% cổ phần của công ty. Trong những tháng tiếp theo, Choi Jin-ho (người sáng lập và đồng CEO) từ chức và 30% cổ phần còn lại được bán với giá 3,51 tỷ KRW. Do đó, nó đã trở thành công ty con thuộc sở hữu hoàn toàn của Kakao M.

### Fave Entertainment
Fave Entertainment ban đầu được thành lập vào năm 2012 với tên gọi LOEN Tree, để quản lý các nghệ sĩ thu âm của LOEN Entertainment. Nó được tách ra như một công ty con riêng biệt vào năm 2016 và được đổi tên thành Fave Entertainment. Các nghệ sĩ đã được chuyển đến Fave Entertainment bao gồm Fiestar, History, IU và Sunny Hill. Các thực tập sinh nổi bật của công ty đã nhận được sự chú ý trong MIXNINE and Produce 101 (mùa 1). Vào tháng 10 năm 2018, công ty đã công bố nhóm nhạc nữ sắp tới của mình, tạm thời được gọi là "Fave Girls".

### Cre.ker Entertainment
Cre.ker Entertainment (trước đây là Viewga Entertainment) là một nhãn đĩa được thành lập bởi Kakao M (trước đây là LOEN Entertainment) vào năm 2014, nhãn đĩa này bao gồm các nhóm nhạc Melody Day và The Boyz.

### Sáp nhập
Play M Entertainment
Vào ngày 13 tháng 2 năm 2019, Kakao Entertainment đã đưa ra một tuyên bố rằng Plan A Entertainment và Fave Entertainment sẽ sáp nhập vào ngày 1 tháng 4. Plan A Entertainment, là thực thể sống sót trong vụ sáp nhập, đã được đổi tên thành Play M Entertainment, và tiếp nhận tài sản của Fave Entertainment và các nghệ sĩ còn lại, bao gồm cả thực tập sinh.
Vào tháng 5 năm 2020, nó đã được thông báo rằng "Fave Girls", đã trở thành "Play M Girls" sau khi sáp nhập, sẽ ra mắt vào tháng 6 với tư cách là Weeekly. Đây là nhóm nhạc nữ đầu tiên của công ty kể từ Apink.
Vào ngày 17 tháng 9 năm 2021, Kakao Entertainment thông báo rằng Play M Entertainment và Cre.ker Entertainment sẽ sáp nhập trong tương lai.
IST Entertainment
Vào ngày 12 tháng 11 năm 2021, công ty thông báo rằng tên mới của công ty sẽ là IST Entertainment, có hiệu lực vào ngày 1 tháng 11.
Vào ngày 7 tháng 2 năm 2022, IST Entertainment thông báo về sự ra mắt của một nhóm nhạc nam mới trong nửa đầu năm thông qua một chương trình truyền hình thực tế, The Origin - A, B, Or What?.Chương trình sẽ bắt đầu vào ngày 26 tháng 2. Trong tập cuối cùng được phát sóng vào ngày 7 tháng 5 năm 2022, đã có thông báo rằng tập 7 cuối cùng sẽ ra mắt với tên ATBØ.
Vào ngày 11 tháng 4 năm 2022, IST Entertainment và Universal Music Japan đã công bố thành lập nhãn hiệu liên doanh của hai công ty, "Universal Music IST".

## Nghệ sĩ
Nhóm nhạc
- Apink
- Victon
- The Boyz
- Weeekly
- ATBO

Ca sĩ solo
- Jung Eun-ji
- Oh Ha-young
- Han Seung-woo
- Kim Nam-joo
- Do Han-se

## Cựu nghệ sĩ

### A Cube Entertainment/Plan A Entertainment/Play M Entertainment
- Apink
  - Hong Yoo-kyung (2011–2013)
  - Son Na-eun (2011–2021)
- Huh Gak (2011–2021)
- Lim Ji-min (2019–2021)
- Bandage (2020-2023)

### LOEN Tree/Fave Entertainment
- Run
- Park Ji-yoon (1997–1999)
- Gain (2011–2013)
- Mario (2011–2013)
- Sunny Hill (2011–2017)
- Fiestar (2012–2018)[20][21]
  - Cheska (2012–2014)
  - Jei (2012–2018)
  - Linzy (2012–2018)
  - Hyemi (2012–2018)
  - Yezi (2012–2018)
  - Cao Lu (2012–2018)[22]
- IU (2012–2019)
- History (2013–2017)[23]
  - Song Kyung-il (2013–2019)
  - Na Do-Kyun (2013–2019)
  - Kim Si-hyoung (2013–2019)
  - Kim Jae-ho (2013–2019)
  - Jang Yi-jeong (2013–2019)
- Shin Zisu (2015–2016)
- I.B.I (2016)
- JBJ (2017–2018)

### Cre.Ker Entertainment
- MelodyDay (2014–2018)
  - Yeo Eun (2014–2018)
  - Yoo Min (2014–2018)
  - Ye In (2014–2018)
  - Cha Hee (2014–2018)
- The Boyz
  - Hwall (2017–2019)

### E&T Story Entertainment
- Jung Soo-hyun
- Kim So-hyun (2017–2021)[24]
- Park Han-deul
- Kim Ye-eun
- Go Na-hee
- Ahn Soo-min
- Shin Hyeon-Seung

## Hoạt động âm nhạc

### Đĩa đơn trực tuyến
| Nhan đề             | Năm  | Nghệ sĩ                                | Vị trí cao nhất | Doanh số (Nhạc số)     | Album                            |
| ------------------- | ---- | -------------------------------------- | --------------- | ---------------------- | -------------------------------- |
| Love Day            | 2012 | Jung Eunji, Yang Yoseob                | 8               | - Hàn Quốc: 1.604.167+ | A Cube For Season #Green         |
| A Year Ago          | 2013 | Jung Eunji, Kim Namjoo, Jang Hyunseung | 13              | - Hàn Quốc: 300.616+   | A Cube For Season #White         |
| Short Hair          | 2013 | Jung Eunji, Huh Gak                    | 1               | - Hàn Quốc: 1.207.766+ | A Cube For Season #Blue          |
| Break Up To Make Up | 2014 | Jung Eunji, Huh Gak                    | 1               | - Hàn Quốc: 803.627+   | A Cube For Season #Sky Blue      |
| Photograph          | 2015 | Kim Namjoo, Yook Sungjae               | 29              | - Hàn Quốc: 115.083+   | A Cube For Season #Blue Season 2 |
| Bada 'Ocean.wav'    | 2016 | Jung Eunji, Huh Gak                    | 5               | - Hàn Quốc: 407.547+   | Plan A First Episode             |
| #Begin Again        | 2016 | Huh Gak, Plan A Boys                   | —               | - Hàn Quốc: 17.447+    | Plan A Second Episode            |
| Oasis               | 2017 | Apink, Huh Gak, VICTON                 | 100             | - Hàn Quốc: 22.488+    | Plan A Third Episode             |